# Trường Trung học phổ thông Gia Định
Trường Trung học Phổ thông Gia Định (hay còn gọi đơn giản là Trường Gia Định), là một trường trung học công lập ở Thành phố Hồ Chí Minh. Được thành lập từ năm 1956, cho đến nay Trường THPT Gia Định là một trong những trường phổ thông lâu đời và có truyền thống nhất tại Thành phố Hồ Chí Minh.
Lịch sử trường trải qua bốn lần đổi tên: ban đầu là một trường tư thục thuộc Giáo hội Công giáo tên là Trường Tư Thục Nguyễn Duy Khang thành lập ngày 13 tháng 3 năm 1956. Từ năm 1975–1978 trường có tên là Trường PTTH Lạc Hồng, rồi sau đó là Trường Thạnh Mỹ Tây (1978–1994) và sau cùng là tên gọi như hiện nay, Trường THPT Gia Định (18 tháng 11 năm 1994 – nay). Từ năm học 2017–2018 trường chính thức chuyển sang cơ sở mới ở đường Võ Oanh, quận Bình Thạnh.

## Lịch sử hình thành

Trường Nguyễn Duy Khang năm 1967–68, tiền thân của Trường Trung học phổ thông Gia Định, Thành phố Hồ Chí Minh.

Trường Trung học Phổ thông Gia Định thành lập từ năm 1956, ban đầu, trường thuộc Giáo xứ Nguyễn Duy Khang (đặt theo tên thánh tử đạo Việt Nam Giuse Nguyễn Duy Khang) do Linh mục Vũ Khoa Cử làm Chánh Xứ.
Sau ngày 30 tháng 4 năm 1975, trường được quốc lập hóa theo Quyết định số 1051/UBNDThành phố ngày 10 tháng 6 năm 1978 của Ủy ban nhân dân thành phố Hồ Chí Minh về việc thành lập trường Phổ thông cấp II, III Thạnh Mỹ Tây.
Từ năm 1975 đến nay, trường THPT Gia Định lần lượt được quản lý, điều hành của 8 thầy, cô Hiệu trưởng, được liệt kê trong bảng sau:
| Giai đoạn | Hiệu trưởng              | Năm sinh, nơi sinh          | Học vấn, bằng cấp                                                      |
| --- | ------------------------ | --------------------------- | ---------------------------------------------------------------------- |
| 1975–1976 | Thầy Lâm Quang Huấn      | 1933, Rạch Giá              | Tốt nghiệp bằng Proficiency Anh ngữ                                    |
| 1976–1978 | Thầy Trần Thiên Niên     | 1925, Quảng Bình            | Đại học Sư phạm Hà Nội                                                 |
| 1978–1979 | Thầy Phạm Lê Văn         | 1940, Thành phố Hồ Chí Minh | Đại học Sư phạm Sài Gòn                                                |
| 1980–1981 | Cô Nguyễn Ngọc Anh       | 1935                        | Đại học Sư phạm Hà Nội                                                 |
| 1982–1997 | Thầy Nguyễn Hồng Hải     | 1941, Quảng Ngãi            | Đại học Sư phạm Hà Nội                                                 |
| 1997–2003 | Cô Tô Thị Lịch           | 1946, Thái Bình             | Đại học Sư phạm Hà Nội                                                 |
| 2003–2006 | Thầy Phạm Văn Phiệt      | 1953, Quảng Ninh            | Đại học Khoa học tự nhiên, Thành phố Hồ Chí Minh (1975)                |
| Tháng 9, 2006 – 2017 | Cô Nguyễn Thị Thu Cúc    | 1962, Quảng Nam             | Cử nhân môn Hóa học, Đại học Sư phạm Thành phố Hồ Chí Minh (1984)      |
| Tháng 6, 2017 – tháng 1, 2021 | Thầy Nguyễn Bảo Quốc     | 1979                        | Thạc sĩ Sư phạm Toán học, Đại học Sư phạm Thành phố Hồ Chí Minh (2001) |
| Tháng 1, 2021 – nay | Cô Nguyễn Ngọc Khánh Vân | 1981                        | Thạc sĩ Hóa học Vô cơ và ứng dụng                                      |
| Nguồn: Danh sách Hiệu trưởng của Trường, từ 1975 tới nay Lưu trữ ngày 2 tháng 7 năm 2014 tại Wayback Machine Trang web của trường Gia Định. Truy cập ngày 26 tháng 4 năm 2012 |                          |                             |                                                                        |

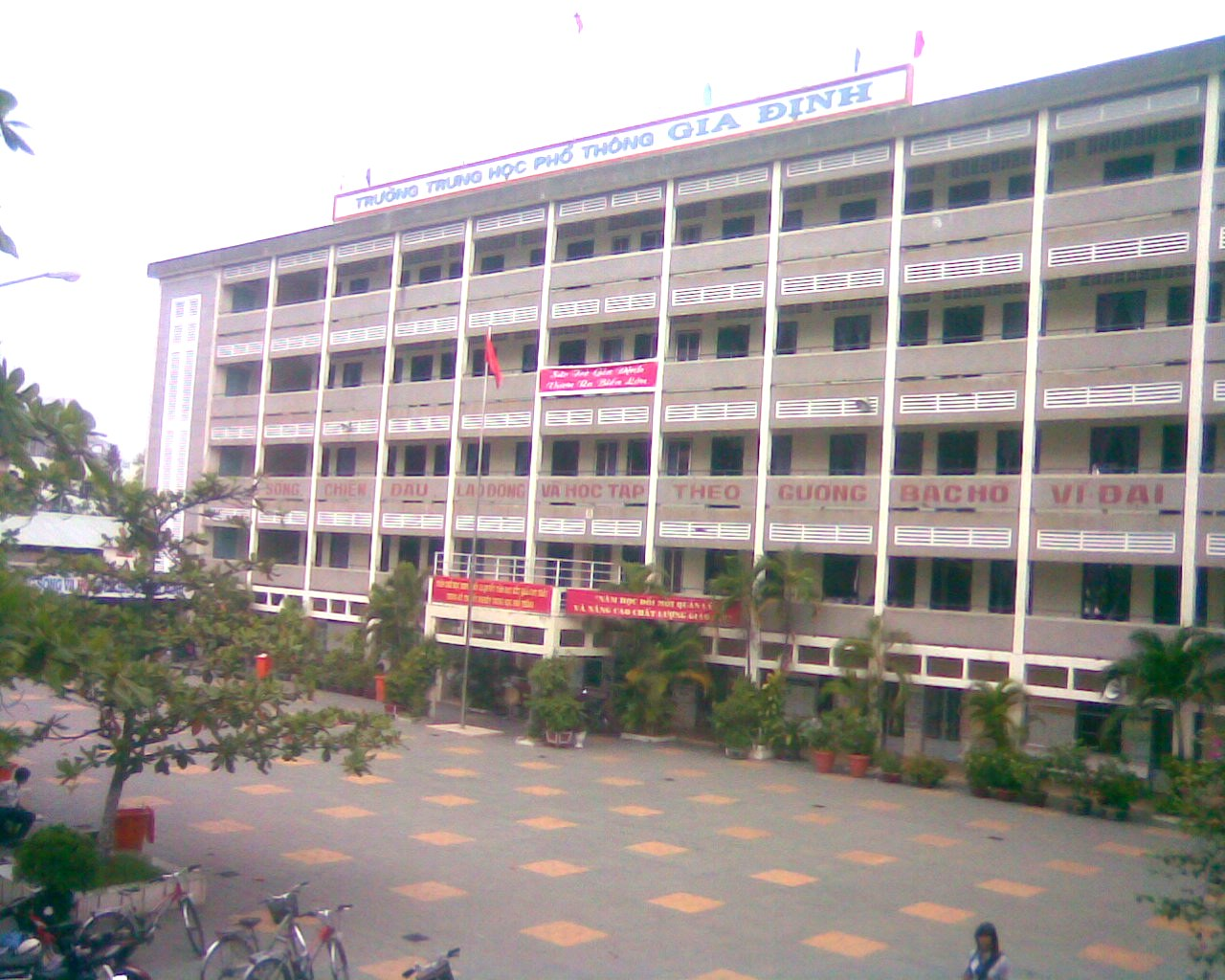
Khối A trường THPT Gia Định (tháng sáu 2010), cột cờ cắm trước dãy nhà A theo phong thủy tượng trưng cho trụ cột vững chắc cho sự phát triển đi lên của trường

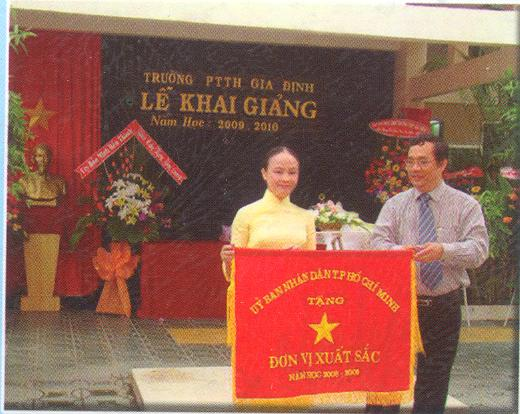
Cô Nguyễn Thị Thu Cúc (Hiệu trưởng của trường) nhận cờ đơn vị xuất sắc, do Ông Nguyễn Quốc Hùng, Chủ tịch UBND Quận Bình Thạnh trao tặng.

Ngày 29 tháng 8 năm 1994 chính thức đổi tên thành trường Phổ thông cấp II, III Gia Định (căn cứ theo Quyết định số: 2826/QĐ-UB-NCVX của Ủy ban nhân dân thành phố Hồ Chí Minh). Kể từ năm học 1999–2000, trường tách cấp 2 và chuyển thành trường THPT Gia Định như ngày nay (Căn cứ theo Quyết định số: 4914/QĐ-UB-VX ngày 01/9/1999 của Ủy ban nhân dân thành phố Hồ Chí Minh).
Cho đến năm học 2010–2011 trường đã thành lập 7 lớp chuyên trong hệ thống trường và lớp chuyên của thành phố.Các học sinh thuộc lớp chuyên được tuyển chọn từ số học sinh đăng ký nguyện vọng chuyên trong kì thi tuyển sinh THPT và làm chung đề với các học sinh thi vào trường chuyên. Đầu năm học 2009–2010 trường Gia Định được trao tặng cờ đơn vị xuất sắc, do Ông Nguyễn Quốc Hùng Chủ tịch UBND Quận Bình Thạnh trao tặng trong lễ khai giảng năm học 2009–2010.

## Thành tích đạt được
Trường THPT Gia Định thường xuyên lọt vào tốp đầu các kỳ thi lớn như: Kì thi học sinh giỏi cấp quốc gia, Kì thi học sinh giỏi cấp thành phố, Kì thi Olympic 30 tháng 4... và là trường được sự chú ý cũng như được giới chuyên môn và các bậc phụ huynh đánh giá cao trong thời gian gần đây.

### Cấp quốc gia, quốc tế
1992–1993: Lê Gia Quốc Thống – Giải Quốc tế (Huy chương Đồng) môn Tin Học ở Argentina.

### Các giải quốc gia khác
Nguồn:
| Tổng giải | Môn       | Năm đầu tiên có học sinh đoạt giải | Năm gần nhất có học sinh đoạt giải |
| --------- | --------- | ---------------------------------- | ---------------------------------- |
| 30        | Lý        | 1984                               | 2024                               |
| 15        | Hóa       | 1995                               | 2024                               |
| 5         | Sinh      | 2007                               | 2024                               |
| 8         | Tin       | 1990                               | 2024                               |
| 8         | Sử        | 2005                               | 2019                               |
| 5         | Anh & Địa | 2012                               | 2019                               |

### Tuyển sinh đại học
Tính từ năm 1979 đến 2010 có 57 thủ khoa đại học (thủ khoa ngành, trường...). Nhiều nhất là năm học 2001–2002 có 12 thủ khoa.

### Khác
Trường có các học sinh và cựu học sinh tham gia các cuộc thi trên truyền hình, cụ thể:
- Nguyễn Toàn Trung (Cựu học sinh niên khoá 2007–2010), thí sinh chương trình Đường lên đỉnh Olympia năm thứ 10, đạt giải nhì tuần 2 tháng 3 quý 2. (230 điểm)
- Hoàng Đình Anh Quốc (Cựu học sinh niên khoá 2017–2020), tham gia biệt đội Siêu trí tuệ Việt Nam mùa 2.[4]
- Trần Thuý Ngân (Cựu học sinh niên khoá 2019–2022), thí sinh chương trình Đường lên đỉnh Olympia năm thứ 21, đạt giải nhì tuần 3 tháng 3 quý 1.[5] (150 điểm)
- Nguyễn Nhật Thành (Học sinh niên khoá 2022–2025), thí sinh chương trình Đường lên đỉnh Olympia năm thứ 24, đạt giải nhì tuần 1 tháng 3 quý 4.[6] (215 điểm)